# Bolbitis tibetica
Bolbitis tibetica är en träjonväxtart som beskrevs av Ren-Chang Ching och S. K. Wu. Bolbitis tibetica ingår i släktet Bolbitis och familjen Dryopteridaceae. Inga underarter finns listade.